# Billbergia reichardtii
Espèce
Classification phylogénétique
Billbergia reichardtii est une espèce de plantes à fleurs de la famille des Bromeliaceae, endémique du Brésil.

## Distribution
L'espèce est endémique du Brésil et se rencontre dans les États d'Espírito Santo et du Minas Gerais.

## Description
L'espèce est épiphyte.